# Gregorio Modrego y Casaus

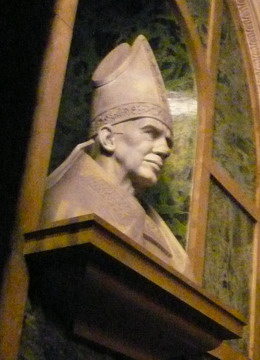
Erzbischof Gregorio Modrego y Casaús (Büste in der Kathedrale von Barcelona)

Gregorio Modrego y Casaús (* 17. November 1890 in El Buste, Provinz Saragossa, Spanien; † 16. Januar 1972 in Barcelona) war ein spanischer Geistlicher und römisch-katholischer Erzbischof von Barcelona.

## Leben
Gregorio Modrego y Casaus studierte am Seminar in Tarazona und an der Päpstlichen Universität Gregoriana in Rom. In Rom war er Seminarist am Päpstlichen Spanischen Kolleg St. Joseph. Am 13. Mai 1914 empfing er die Priesterweihe.
Papst Pius X. ernannte ihn kurz vor dem Spanischen Bürgerkrieg 1936 zum Titularbischof von Aezani und bestellte ihn zum Weihbischof im Erzbistum Toledo. Die Bischofsweihe spendete ihm der Erzbischof von Toledo, Isidro Kardinal Gomá y Tomás, am 11. Oktober 1936; Mitkonsekratoren waren Marcelino Olaechea Loizaga SDB, Erzbischof von Valencia, und Nicanor Mutiloa e Irurita CSsR, Bischof von Tarazona. Nach dem Ende des Bürgerkrieges war er von 1940 bis 1942 General der Bula de la Santa Cruzada.
Papst Pius XII. ernannte ihn am 30. Dezember 1942 zum Bischof von Barcelona. Am 27. Oktober 1952 verlieh ihm Papst Pius XII. den persönlichen Titel eines Erzbischofs. Mit Erhebung des Bistums zum Erzbistum Barcelona durch Papst Paul VI. am 25. März 1964 wurde er zum Erzbischof von Barcelona ernannt. Mit seinem altersbedingten Rücktritt am 7. Januar 1967 wurde er zum Titularerzbischof von Mons in Numidia ernannt. Wegen der geänderten Vergaberichtlinien der Kurie verzichtete er am 11. Dezember 1970 auf seinen Titularsitz.